# Tulburările civile din Irlanda de Nord din 2025
Începând cu 9 iunie 2025, în Ballymena, un oraș din comitatul Antrim din Irlanda de Nord (parte a Regatului Unit) au izbucnit tulburări civile după ce doi adolescenți vorbitori de română au fost acuzați de tentativă de viol, după ce aceștia ar fi agresat sexual o adolescentă. În prima noapte de tulburări, două mașini de poliție și mai multe proprietăți au fost avariate, cincisprezece ofițeri de poliție au fost răniți și un participant la revoltă arestat. În a doua noapte, alți șaptesprezece ofițeri de poliție au fost răniți și cinci persoane au fost arestate, provocând și alte pagube materiale în oraș. Proteste au avut loc și în Belfast, Carrickfergus, Coleraine, Lisburn și Newtownabbey .

## Context
Pe 7 iunie 2025, o adolescentă a fost agresată sexual pe Clonavon Terrace în Ballymena, iar Serviciul de Poliție din Irlanda de Nord (PSNI) a acuzat doi băieți adolescenți de tentativă de viol. Pe 9 iunie, băieții în vârstă de 14 ani au apărut la Tribunalul Magistraților din Coleraine prin legătură video de la Centrul de Justiție Juvenilă Woodlands din Bangor, comitatul Down. Ei au vorbit prin intermediul unui interpret român și au negat acuzațiile de tentativă de viol oral. Aceștia au fost arestați preventiv până pe 2 iulie, când aceștia urmează să se prezinte la tribunalul pentru minori al Curții de Magistrați din Ballymena.
În jurul orei 19:30, sute de oameni s-au adunat lângă centrul orașului Ballymena pentru un priveghi; mulțimea s-a adunat pașnic în zona Galgorm Road înainte de a se îndrepta spre Clonavon Terrace, locul atacului. Poliția a fost prezentă la priveghi și PSNI l-a descris inițial ca fiind pașnic.

## Cronologie

### 9 iunie
Revoltele au izbucnit după ce un grup de persoane mascate s-a desprins de mulțime și a început să atace proprietăți și să construiască baricade pe Clonavon Terrace. Timp de mai multe ore, oamenii au aruncat cu cărămizi, artificii și cocktailuri Molotov asupra poliției, două mașini de poliție fiind avariate. Poliția a folosit gloanțe de cauciuc și un participant la fost  rănit. Cincisprezece ofițeri de poliție au fost răniți în mijlocul violențelor, dintre care unii au fost nevoiți să fie transportați la spital. O familie cu trei copii a descris că a trebuit să se „baricadeze în pod” când „a auzit oamenii cum se dezlănțuiesc” la parter. Trei persoane au fost evacuate după ce patru case au fost avariate de incendiu și șase proprietăți de pe Clonavon Terrace au suferit avarii la uși și ferestre.
PSNI a declarat că ofițerii lor de poliție s-au aflat sub „atac susținut” timp de mai multe ore. Presa locală a estimat că 2.500 de persoane s-au adunat la proteste, descrise de unii drept „anti-imigrație”. Poliția a declarat că a arestat un bărbat în vârstă de 29 de ani suspectat de comportament revoltător și dezordonat, tentativă de deteriorare criminală și rezistență la poliție. Poliția a adăugat că investighează, de asemenea, un incendiu provocat în apropiere, în Cullybackey, despre care a spus că „este tratat ca o infracțiune motivată de ură rasială”; o bombă cu benzină a fost aruncată asupra unui vehicul și l-a incendiat, pagubele extinzându-se la o proprietate din apropiere în care se aflau o femeie și doi copii.

### 10 iunie
La 10 iunie, aproximativ 300 de persoane s-au adunat în aceeași zonă, când a început a doua noapte de dezordini. În încercarea de a dispersa mulțimea, poliția a folosit numeroase bastoane și a tras cu un tun cu apă în direcția protestatarilor. Diverse obiecte, inclusiv artificii, sticlă, bombe cu benzină și bucăți de metal, au fost aruncate în poliția antirevoltă, în timp ce furgonete speciale au fost folosite pentru a bloca unele drumuri. Geamurile mai multor case au fost sparte și multe mașini au fost incendiate, inclusiv mașina unui filipinez, care a fost răsturnată și lăsată arsă pe stradă. Un participant la revoltă nu a reușit să arunce o bombă cu benzină în poliție și a fost cuprins de flăcări. În urma tulburărilor, 17 ofițeri PSNI au fost răniți, ajungând la un total de 32 de răniți, iar cinci persoane au fost arestate. Ca răspuns la atacul asupra cetățeanului filipinez, rezidenții au început să agațe Union Jack, steagul Angliei sau steagul Ulsterului și să afișeze autocolante și mesaje pe ușile și ferestrele lor, declarându-se fie gospodării britanice, fie filipineze, cu steagurile corespunzătoare, pentru a descuraja răsculații.
Proteste au izbucnit și în alte locuri din Irlanda de Nord, inclusiv Coleraine și Lisburn. În Carrickfergus, două pubele au fost incendiate, iar polițiștii au fost loviți cu sticle și zidărie. Pubele au fost incendiate și în Newtownabbey, unde un bărbat a fost arestat sub suspiciunea de comportament turbulent. Traficul a fost perturbat în Carlisle Circus din Belfast, deoarece un mic grup de persoane care protestau împotriva migranților au blocat drumul. A doua zi, poliția a declarat că investighează o serie de rapoarte de daune criminale și incendii provocate în nordul Belfastului, pe care le tratează drept „infracțiuni motivate de ură rasială”: trei proprietăți au suferit daune pe Oakley Street după ce o mașină a fost incendiată; trei vehicule au fost incendiate în altă parte; o motocicletă a fost distrusă într-un incendiu provocat; și două proprietăți au avut ferestre sparte pe Legann Street.

### 11 iunie
Pe 11 iunie, Poliția Scoției a fost de acord să trimită ofițeri în Irlanda de Nord în urma unei solicitări din partea PSNI pentru sprijin suplimentar în cadrul acordurilor de ajutor reciproc, PSNI declarând că a solicitat 80 de ofițeri din Marea Britanie. Unii oameni de pe rețelele de socializare au cerut proteste în orele de vârf în diferite locații din țară, stârnind temeri de noi tulburări.
În Ballymena, mulțimile s-au adunat pentru a treia noapte, cu o prezență polițienească puternică, formată din aproximativ 60 de ofițeri TSG în oraș. Numeroase Land Rover-uri ale poliției se aflau la fața locului, blocând drumurile, în timp ce erau desfășurați câini polițiști, iar oamenii aruncau artificii și alte obiecte în polițiști. Un tun cu apă a fost desfășurat după ce au început să fie aruncate cocktailuri Molotov, iar geamurile unei case au fost sparte. În Larne, pubele au fost incendiate în fața unui centru de agrement ale cărui geamuri erau sparte după ce s-a raportat că persoanele evacuate din Ballymena erau cazate temporar acolo; ulterior s-a confirmat că acestea fuseseră mutate înainte de tulburări. Un incendiu puternic a fost declanșat în foaierul centrului de agrement și au fost desfășurate cinci autospeciale de intervenție. În Newtownabbey, incendiile au fost declanșate într-un sens giratoriu; în Coleraine, pubelele au fost trase pe șinele gării și incendiate. În Magherafelt, un grup de protestatari s-a confruntat cu un alt grup care purta steaguri palestiniene, poliția monitorizând situația. Drumurile din Belfast au fost închise din cauza protestelor.